# Johann Esich (Politiker)
 Johann Esich  (* 1518 in Bremen; † 29. September 1578 in Braunschweig) war ein Bremer Bürgermeister.

## Biografie

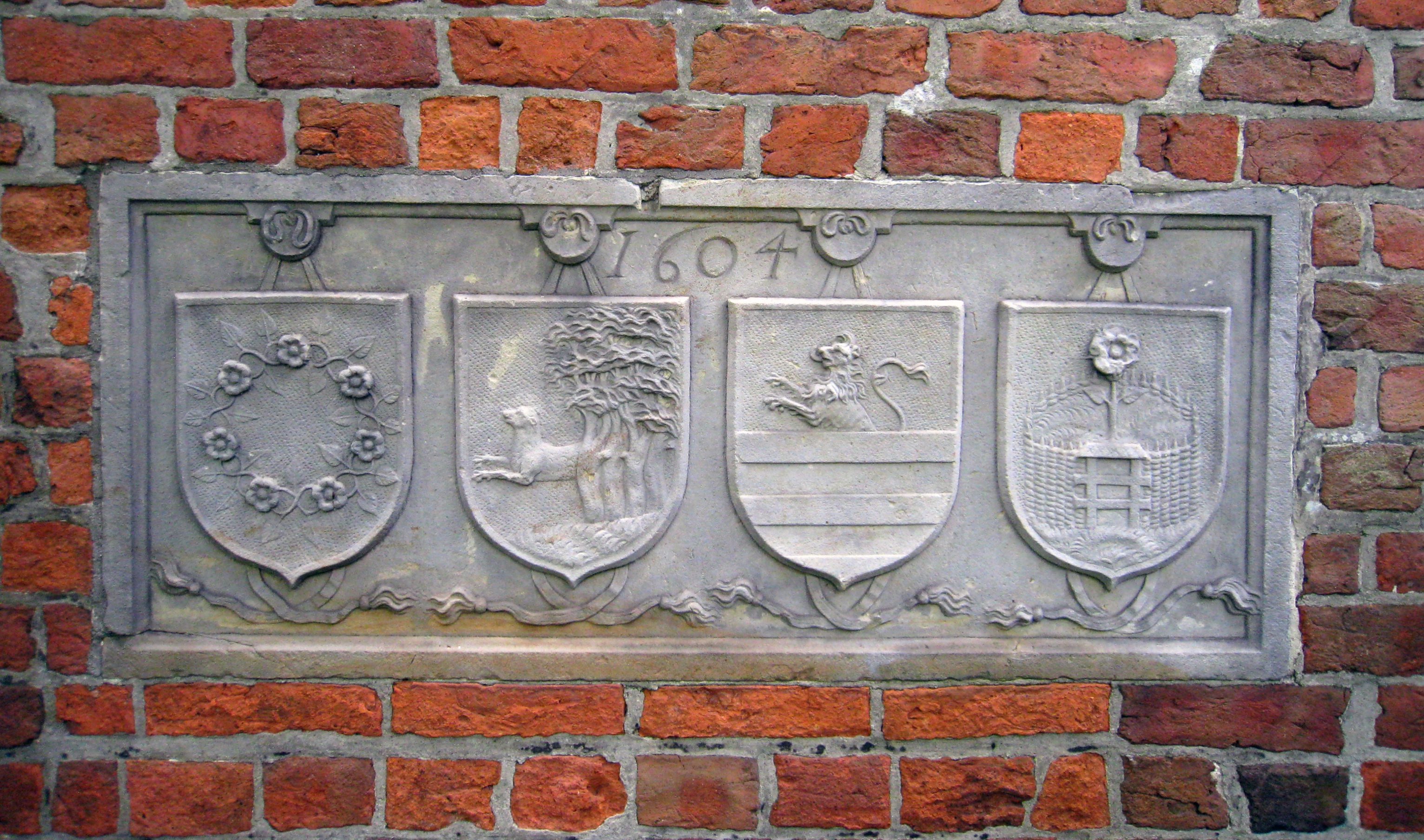
Reliefstein an der Alten Kirche (Ole Kark) in Blumenthal. Links: Wappen der Familie Esich

Johann Esich stammte aus einer alten Bremer Familie, aus der verschiedene Ratsherren, Elterleute und Bürgermeister hervorgingen. Er war der Sohn von He(i)nrich Esich und Wommele Kind(t) und Bruder von Elert Esich und Arnold Esich.
Er heiratete um 1545 in Bremen Gesche Speckhan. Esichs Sohn war der Pädagoge, Prediger und Historiker Johann Esich (1557–1602), der von 1587 bis 1593 Rektor der Lateinschule, später Gymnasium Illustre, war. Nach anderen Quellen soll Eberhard Esich (1546–1616), u. a. 1591 Ratsherr in Hamburg und 1614 Amtmann in Bergedorf, sein Sohn gewesen sein. Seine Tochter Wommele (* 1545) heiratete Paul Cleve aus Braunschweig.
Ab dem 2. Januar 1555 war Esich Ratsherr in Bremen. 1560 wurde er Bürgermeister, wie zuvor seine Brüder. Mit ihm war Detmar Kenckel von 1554 bis 1562 Bürgermeister.
Esich gehörte zu den eher orthodoxen Lutheranern. In Bremen wirkten auch die Anhänger eines gemäßigten kalvinistischen, reformierten Bekenntnisses. In den Zeiten der Reformation zwischen 1547 und 1562 stritten sich in Bremen die Reformierten und die Lutheraner um die neue Glaubensrichtung. Ab 1544 oder 1547 war auch Daniel von Büren der Jüngere in Bremen Bürgermeister. Dieser und mehrere Ratsherren unterstützten Albert Rizäus Hardenberg, einen Niederländer, der um 1547 bis 1561 in diesem Streit der bedeutendste reformierte Prediger am Bremer Dom war.
Auch die soziale Unter- und Mittelschicht in Bremen standen auf der Seite der bescheidenen und volksverbundenen Reformierten. Die Vermittlungen von 1558 durch den Erzbischof Georg von Braunschweig-Wolfenbüttel konnten den Streit nicht beenden. 1561 verlangte der niedersächsische Kreistag die Absetzung von Hardenberg, der aufgab, Bremen verließ und Unterschlupf im Kloster Rastede fand. Von Büren sprach dem Bremer Rat mit u. a. Esich und Kenckel weiterhin die Befugnisse ab, in theologischen Fragen zu entscheiden. Im Januar 1562 konnte von Büren sich mit den vor dem Rathaus und dem Dom versammelten und streitbereiten Bürger durchsetzen, die für eine freie Religionsausübung waren und die Verbannung der orthodoxen Lutheraner forderten.
In der Karwoche 1562 verließ Esich mit einem Teil des Rates und fünf Predigern als Gegner des reformierten Bekenntnisses Bremen. Er wanderte nach Braunschweig aus und wirkte dort. Während einige der Ratsherren nach der allgemeinen Anerkennung der Augsburger Konfessionen ab 1568 nach Bremen zurückkehrten, aber ihre Ämter nicht wieder erhielten, verblieb Esich die letzten 10 Jahre seines Lebens im Privatstande in Braunschweig. Er starb in Braunschweig an einem Schlaganfall.

## Spuren zum Namen Esich
- Eine Steintafel am Turm der alten, 1604 errichteten, Kirche in Blumenthal ehrte die zur Bauzeit regierenden bremischen Bürgermeister Johann Esich, Heinrich Zobel, Daniel von Büren und Henrich Houken durch ihre Wappen.
- Das Esich-Haus in Bremen wurde im Stil der Weserrenaissance von der Familie Esich in der Langenstraße 13 erst 1618 vollendet durch den Ratsherrn Harmen Esich. Es wird heute als Essighaus bezeichnet, da in den in späteren Jahren hier auch eine Essigfabrikation war.
- Die Familie Esich hat bereits im Mittelalter um die 12 Ratsherren sowie vier Bürgermeister in Bremen hervorgebracht.[1]